# 埃默韦
埃默韦（法語：Hémevez）是法国芒什省的一个市镇，属于谢尔布尔区（Cherbourg）蒙特布尔县（Montebourg）。该市镇总面积4.3平方公里，2009年时的人口为173人。

## 人口
埃默韦人口变化图示